# 伝法 (大阪市)
伝法（でんぽう）は、大阪府大阪市此花区にある町名。現行行政地名は伝法一丁目から伝法六丁目。

## 地理
此花区の北部に位置し、北東に高見、西に酉島、南に四貫島、南東朝日、南西に春日出北と接している。

### 河川
- 淀川

## 歴史
伝法は淀川河口の港町として古くから栄えた土地である。「伝法」という地名の由来には諸説ある。
- 6世紀、欽明天皇の時代に仏教の経典が初めて着岸した地であるとする説[5]
- 7世紀[6]、天竺の法道上人が初めて訪れて仏法を伝え[5]、草庵を立てたとする説[6]
- 12世紀、高野山に伝法院が創建された際に資材が西国から着岸した地であるという説[5]
- かつて「伝法寺」という寺が所在したという説[5]

1889年（明治22年）、町村制の施行に伴い、大阪府西成郡北伝法村・南伝法村・申村を合わせ伝法村として編成される。1903年（明治36年）に伝法町となったあと、1925年（大正14年）4月1日に大阪市に編入され、新設された西淀川区の一部となる（大阪市第2次市域拡張）。
1930年（昭和5年）4月8日から1940年（昭和15年）にかけて、伝法地区土地区画整理事業（組合施行）
1943年（昭和18年）3月31日 区の境界変更により、此花区に所属。
1975年（昭和50年）、住居表示実施により、現行行政地名の「伝法」一丁目から六丁目が設置された（大阪市の地名参照）。

## 世帯数と人口
2019年（平成31年）3月31日現在の世帯数と人口は以下の通りである。
| 丁目       | 世帯数    | 人口     |
| ---------- | --------- | -------- |
| 伝法一丁目 | 1,475世帯 | 2,326人  |
| 伝法二丁目 | 728世帯   | 1,464人  |
| 伝法三丁目 | 665世帯   | 1,387人  |
| 伝法四丁目 | 389世帯   | 813人    |
| 伝法五丁目 | 952世帯   | 1,729人  |
| 伝法六丁目 | 1,954世帯 | 3,321人  |
| 計         | 6,163世帯 | 11,040人 |

### 人口の変遷
国勢調査による人口の推移。
| 1995年（平成7年）  | 13,604人 | [ 7 ]  |  |
| 2000年（平成12年） | 13,143人 | [ 8 ]  |  |
| 2005年（平成17年） | 12,331人 | [ 9 ]  |  |
| 2010年（平成22年） | 11,530人 | [ 10 ] |  |
| 2015年（平成27年） | 11,022人 | [ 11 ] |  |

### 世帯数の変遷
国勢調査による世帯数の推移。
| 1995年（平成7年）  | 5,626世帯 | [ 7 ]  |  |
| 2000年（平成12年） | 5,703世帯 | [ 8 ]  |  |
| 2005年（平成17年） | 5,542世帯 | [ 9 ]  |  |
| 2010年（平成22年） | 5,390世帯 | [ 10 ] |  |
| 2015年（平成27年） | 5,387世帯 | [ 11 ] |  |

## 経済

### 産業
企業
- マルナカ 此花店（一丁目）
- ライフ 此花伝法店（五丁目）

### 事業所
2016年（平成28年）現在の経済センサス調査による事業所数と従業員数は以下の通りである。
| 丁目       | 事業所数  | 従業員数 |
| ---------- | --------- | -------- |
| 伝法一丁目 | 17事業所  | 218人    |
| 伝法二丁目 | 43事業所  | 261人    |
| 伝法三丁目 | 29事業所  | 142人    |
| 伝法四丁目 | 32事業所  | 263人    |
| 伝法五丁目 | 47事業所  | 397人    |
| 伝法六丁目 | 31事業所  | 276人    |
| 計         | 199事業所 | 1,557人  |

## 交通

### 鉄道
- 阪神電気鉄道
阪神なんば線 伝法駅

### 道路
- 国道43号
- 此花通

## 施設
- 此花高見郵便局（二丁目）
- 此花伝法郵便局（四丁目）
- 大阪市立伝法小学校（三丁目）
- 大阪市立伝法幼稚園（四丁目）
- 此花区在宅サービスセンター（三丁目）
- 正蓮寺川公園
- 伝法公園（三丁目）
- 伝法東公園（二丁目）
- 伝法南公園（四丁目）
- 伝法中公園（三丁目）
- 伝法北公園（三丁目）
- 伝法西公園（五丁目）
- 伝法コミュニティ広場（二丁目）
- 千鳥橋みどり公園（一丁目）
- イカリソース跡地広場（五丁目）
- 澪標住吉神社（三丁目）
- 鴉宮（二丁目）
- 宝泉寺（三丁目）
- 西光寺（三丁目）
- 浄泉寺（四丁目）
- 慶善寺（五丁目）
- 安楽寺（五丁目）
- 西念寺（五丁目）
- 正蓮寺（六丁目）
- 旧鴻池本店（四丁目） - 国登録有形文化財である。
- 特別養護老人ホーム ラヴィータ ウーノ（六丁目）

## 出身・ゆかりのある人物
- 鴻池忠三郎（鴻池組社長、大阪府多額納税者）
- 富岡多恵子
- 徳永 ゆうき

## その他

### 日本郵便
- 〒554-0002[3]（集配局：此花郵便局[13]）